# Río Barcelada
El río Barcelada es un curso fluvial de Cantabria (España) perteneciente a la cuenca hidrográfica del Pas. Tiene una longitud de 5,285 kilómetros, con una pendiente media de 7,7º. Es afluente del Pas.
En este río se encuentra uno de los escasos tramos de contaminación fluvial severa en Cantabria, a la altura de San Pedro del Romeral.